# Bené
Singles de PNL
Onizuka
(2016) Jusqu'au dernier gramme
(2017)
Pistes de Dans la légende
Bambina
(12) Uranus
(14)
Bené est une chanson du groupe de rap français PNL, sortie le 10 février 2017. Elle est le sixième extrait de leur troisième album Dans la légende. Le titre est certifié single de diamant.

## Historique
Dans la lignée de ce qui a été fait avec les autres singles, la date et l'heure de sortie du single sont annoncés à l'avance sur les réseaux sociaux.

## Classement hebdomadaires
| Classement (2017)       | Meilleure position |
| ----------------------- | ------------------ |
| France (SNEP Streaming) | 3                  |
| France (SNEP)           | 26                 |

## Certification
| Région                                                                                                 | Certification | Ventes/Streams |
| --- | ------------- | -------------- |
| France (SNEP)                                                                                          | Diamant       | 35 000 000*    |
| *Ventes selon la certification ^Mise en rayon selon la certification xNon précisé par la certification |               |                |